# José Albo
José Albo (En hebreo: יוסף אלבו) (c. 1380–1444), rabino judío aragonés, discípulo del célebre teólogo Hasdai Crescas. Nació en Monreal del Campo, alrededor de 1380. Estudió en Zaragoza, y vivió en Daroca hasta 1415, fecha en la que se mudó a Soria. Es conocido fundamentalmente por su Libro de los principios, terminado sobre 1425, en el cual establece las bases del judaísmo y confronta simultáneamente al dogma cristiano.